# Luis Jerez
Luis Vicente Jerez Silva (La Plata, 20 febbraio 1989) è un calciatore argentino, centrocampista dell'Almagro.

## Caratteristiche tecniche
È un centrocampista centrale.